# Ghanaati
Ghanaati je dostihový kůň, klisna narozená v USA. V květnu 2009 překvapivě zvítězila v britském klasickém dostihu 1,000 Guineas Stakes. Dalšího vítězství dosáhla v červnu na mítinku Royal Ascot v dostihu G1 pro tříleté klisny Coronation Stakes. Patří do stáje šejka Hamdana Al Maktouma. Trenérem je Barry Hills.

## Vítězství ve velkých dostizích
Spojené království
- 1,000 Guineas Stakes (2009)
- Coronation Stakes (2009)

(v obou dostizích žokej Richard Hills)